# Ixora fastigiata
Ixora fastigiata är en måreväxtart som först beskrevs av Ronald D'Oyley Good, och fick sitt nu gällande namn av Cornelis Eliza Bertus Bremekamp. Ixora fastigiata ingår i släktet Ixora och familjen måreväxter. Inga underarter finns listade i Catalogue of Life.